# Wolfsschlucht (Flurname)

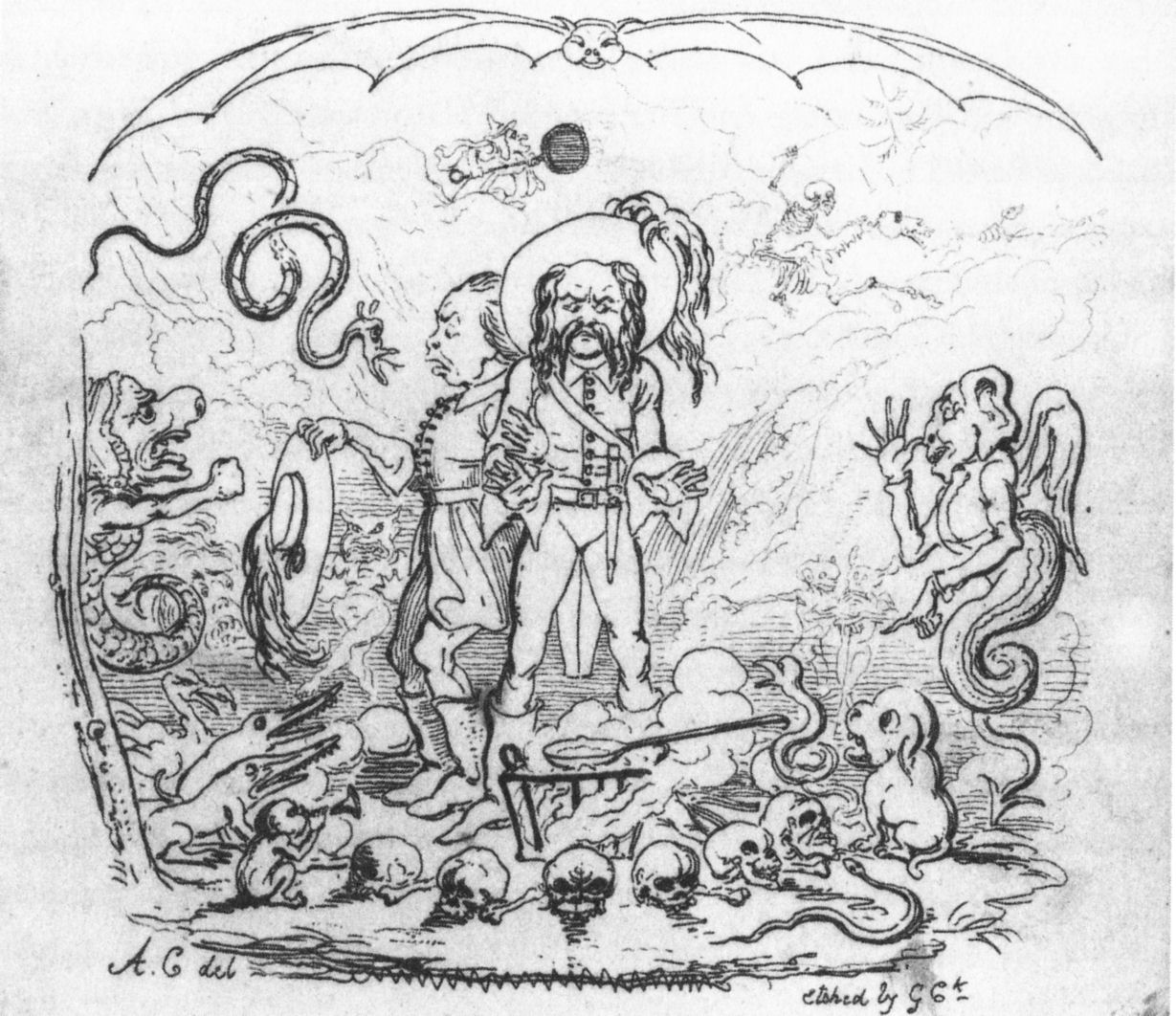
Wolfsschluchtspuk. Radierung von George Cruikshank zu einer Londoner „Freischütz“-Parodie.

Wolfsschlucht ist der Flurname tiefer Täler im deutschsprachigen Raum; im geologischen Sinne handelt es sich aber nur bei einigen um echte Schluchten.
Sowohl Klamm- als auch Kerbtäler werden regelmäßig als Schlucht bezeichnet.

## Namensherkunft
Der Name Wolfsschlucht wird unterschiedlich hergeleitet, so von einem tatsächlichen Vorkommen von Wölfen, an Wölfe nur erinnerndes Heulen des Windes zwischen engen Felswänden, einer Jagd-Taktik, die Wölfe zwischen Felsen zu treiben und zu erlegen oder auch vom Familiennamen Wolf.
Einigen dieser Schluchten wird nachgesagt, das Urbild der berühmten Wolfsschlucht in Carl Maria von Webers Oper Der Freischütz zu sein. Gelegentlich dienen sie als Kulisse für Freilichtaufführungen dieser und anderer Opern.

## Beispiele
in Deutschland
- Wolfsschlucht (Baden-Baden)
- Wolfsschluchtkanal in Berlin-Zehlendorf in einer glazialen Rinne zwischen dem Schlachtensee und der Krummen Lanke
- Wolfsschlucht in einem Seitental des Brohltales zwischen Bad Tönisstein und Wassenach, gebildet durch den Tönissteiner Bach
- Wolfsschlucht (Hockstein) im Elbsandsteingebirge bei Hohnstein (Sächsische Schweiz); die 114 m tiefe Spalte führt ins Polenztal
- Wolfsschlucht (Kandern)
- Wolfsschlucht, Straßenname in der Innenstadt von Kassel
- Wolfsschlucht (Märkische Schweiz)
- Wolfsschlucht bei Rottenburg am Neckar zwischen Bad Niedernau und Schwalldorf
- Wolfsschlucht in Seppenrade im Münsterland
- Wolfsschlucht in Syke im Friedeholz
- Wolfsschlucht in Waldbröl
- Wolfsschlucht im Wiehengebirge beim Kaiser-Wilhelm-Denkmal an der Porta Westfalica
- Wolfsschlucht bei Wildbad Kreuth
- Wolfschlucht (Zwingenberg)

in Österreich
- Wolfsschlucht (Bad Kreuzen), Schlucht des Kempbachs im Strudengau
- eine Schlucht des Sarmingbachs in Waldhausen im Strudengau kurz vor dem Badesee und dem Ortszentrum

in der Schweiz
- im Basler Aussenquartier Bruderholz
- zwischen den Herbetswil und Welschenrohr im Regionalen Naturpark Thal
- auf dem Sonnenberg (Kriens) bei Luzern

in Luxemburg
- Wolfsschlucht (Echternach)

in der Oblast Kaliningrad
- an der Nordküste des Samlands. Ferdinand Gregorovius beschreibt die Wolfsschlucht in seinen Idyllen vom Baltischen Ufer, „die sich (wo niemand sie vermutet) in den berühmten Wanderjahren in Italien finden, jedoch nur in der selten gewordenen ersten Ausgabe, Leipzig 1856.“ (Carl von Lorck, 1947)